# Hormon

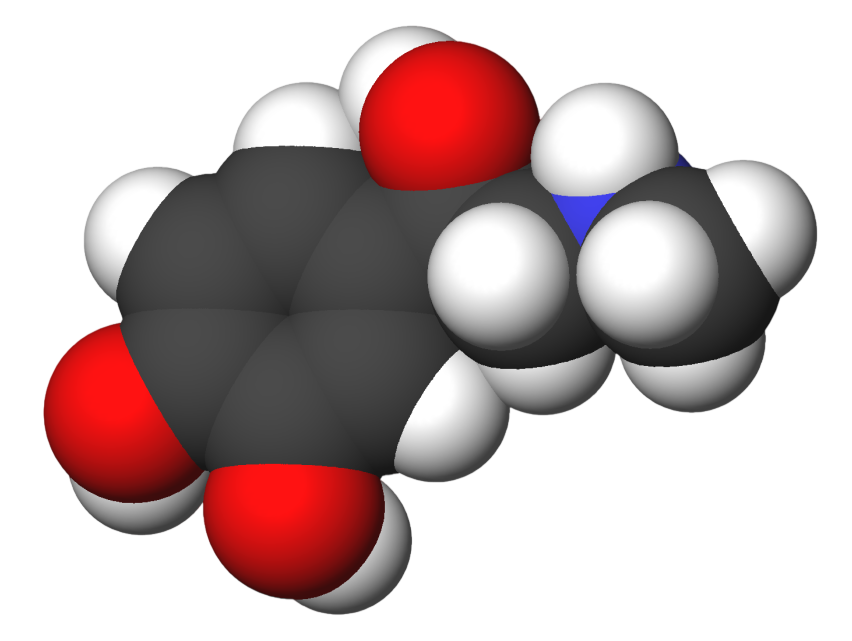
Prostorový model adrenalinu – jednoho z nejznámějších hormonů

Hormony  (zastarale působky – termín může být ovšem obecnější) jsou sloučeniny, které slouží v těle mnohobuněčných organismů jako chemický přenašeč od buňky (nebo skupiny buněk) do jiné. Hormony jsou produkovány v tělech všech mnohobuněčných organismů včetně rostlin, mohou v nich tak řídit průběh a vzájemnou koordinaci reakcí v organismu. Od enzymů se odlišují také tím, že působí jen na žijící buňky.
Působení hormonu je závislé na jeho detekci buňkou, hormon musí interagovat s odpovídajícím buněčným receptorem, který pak spustí kaskádu sekundárních reakcí, které vedou až k pro hormon typické odezvě. Vzhledem k tomu, že různé buňky uvnitř těla mohou mít receptory k danému hormonu v různém počtu nebo odlišně citlivé, tak hormon může působit přednostně na skupiny buněk s nejvyšší citlivostí.

## Rostlinné hormony
Rostlinné hormony se od živočišných odlišují obvykle menší specifičností - každý z hormonů působí širší paletu účinků, ve svém účinku se také často překrývají a některé z fyziologických účinků také vznikají pouze v závislosti na vzájemné kombinaci působení fytohormonů.
Mezi fytohormony řadíme:
- auxiny
- cytokininy
- ethylen (ethen)
- gibereliny
- kyselinu abscisovou
- brassinosteroidy

## Živočišné hormony
Hormony vznikají ve specializovaných endokrinních (řecky endon – uvnitř, krinein – vylučovat) žlázách, z nichž se dostanou prokrvením do krevního oběhu (vnitřní sekrece). Mohou vznikat také i v buňkách orgánů, které mají primárně jiné úlohy. Tyto hormony potom obvykle slouží jen uvnitř tohoto orgánu, např. hormon sekretin působí pouze na buňky sliznice a slinivky břišní. Hormony vznikající v nervovém systému nebo jeho buňkách se označují jako neurohormony. U obratlovců se tyto buňky nacházejí v mezimozku, kde řídí příjem a výdej vody a soli nebo ovlivňují napětí cévních stěn (obzvláště u savců). U mnoha ptáků (např. slepic) ovlivňují v závislosti na intenzitě slunce a světla polohovou koordinaci.
Některé patří mezi pohlavní hormony.

### Hormony u člověka
Hormony jsou produkty žláz s vnitřní sekrecí, nebo tkání produkující hormony, vylučované přímo do krevního oběhu. Mají většinou bílkovinnou povahu (jde tedy o aminokyselinové hormony) nebo jde o látky odvozené od cholesterolu (steroidy).
Hormony mají specifický účinek – nemohou být tedy nahrazeny žádnou jinou látkou. Působí cíleně – mají účinek na určité ohraničené tkáně. Doba jejich působení je několik minut nebo i týdnů.
Hormony jsou obecně označovány prvními posly. Aby uplatnily svůj účinek na efektorovou buňku, musí se navázat na buněčný receptor. Ten se podle typu hormonu může nacházet na různých buněčných membránách:
- na buněčné membráně – např. u inzulínu
- na jaderné membráně – u hormonů, které jsou rozpustné v tucích (glukokortikoidy a i pohlavní hormony)

## Základní princip endokrinních regulací
Endokrinní regulace probíhá běžně na základě zpětné vazby. Je to děj, kdy odpověď buňky na signál (hormon) zpětně ovlivňuje zdroj signálu (endokrinní žlázu). Zpětná vazba může být pozitivní nebo negativní. Při pozitivní zpětné vazbě (např. působení oxytocinu při porodu) dojde k odpovědi zesilující původní signál. Při negativní zpětné vazbě je původní signál odpovědí ztlumen.
Základní účinky hormonů při regulaci jsou:
1. konfigurační změny enzymů (alosterické mechanismy)
2. útlum nebo stimulace enzymu
3. změna množství substrátu

## Podstata fungování hormonů
V porovnání s nervy účinkují hormony mnohem pomaleji a na svou činnost potřebují o mnoho více času. Většina hormonů, které se podílejí na základních životních činnostech, jako např.: růst a rozmnožování, účinkuje velmi pomalu. Všeobecně se hormony spojují s řízením nebo ovlivňováním chemických procesů v cílových buňkách. Například určováním rychlosti, jakou využívají živiny pro tvorbu energie, nebo toho, zda tyto buňky budou či nebudou tvořit mléko, vlasy nebo jiné produkty metabolických procesů v těle.
Hormony mají rozmanité účinky. Ty, které se tvoří ve větších endokrinních žlázách, jsou celkově působící hormony. Patří mezi ně například inzulin a pohlavní hormony. Tělo vytváří i celou řadu jiných hormonů, které působí mnohem blíže k místu svého vzniku. Příkladem lokálně působícího hormonu je sekretin, který se tvoří ve dvanáctníku (duodenum) jako odpověď na přítomnost potravy. Hormon potom putuje krví do sousední slinivky břišní (pankreas) a stimuluje ji k uvolnění vodnaté šťávy, která obsahuje enzymy (chemické transformátory) potřebné na trávení. Jiným příkladem lokálně působících hormonů (nebo přenašečů) je acetylcholin, vytvářený tehdy, jestliže odevzdává nerv informaci svalové buňce a určuje její kontrakci.

## Dělení hormonů
Hormony je možné dělit podle různých hledisek:
- podle chemické povahy
  - glykoproteiny – folitropin, tyreotropin, luteinizační hormon
  - aminokyselinové – adrenalin, tyroxin, noradrenalin, dopamin
  - peptidové či bílkovinné – adrenokortikotropní hormon, somatotropní hormon, prolaktin, oxytocin, antidiuretický hormon, kalcitonin, parathormon, gastrin, cholecystokinin, sekretin, inzulín, glukagon
  - steroidní – základ tvoří steranový kruh (estrogeny, androgeny, kortikosteroidy)

- podle způsobu účinku
  - regulační – ovlivňují jiné endokrinní žlázy (liberiny hypotalamu, tropní hormony předního laloku hypofýzy)
  - hormony s přímým účinkem na tkáně (inzulin, tyroxin)
  - hormony působící lokálně – endotelin
- podle místa sekrece
  - žlázy s vnitřní sekrecí
  - Tkáňové hormony (s vnější sekrecí)